# ديفران تاناتشان
ديفران تاناتشان (بالتركية: Devran Tanaçan)‏ مواليد 17 نوفمبر 1986 في إسطنبول، هي لاعبة كرة سلة تركية. بدأت مسيرتها الاحترافية في سنة 2002. تلعب مع نادي فنربخشة كلاعب وسط. وتحمل الرقم 22. يبلغ طولها 6 قدم 5 بوصة (2.0 م).

## الإنجازات
- بطولة تركيا
  - الفوز (5): 2004، 2009، 2010، 2011، 2012
- كأس تركيا 
  - الفوز (2): 2004، 2009
- كأس رئيس تركيا
  - الفوز (2): 2003، 2010